# Bezirk Przemyślany

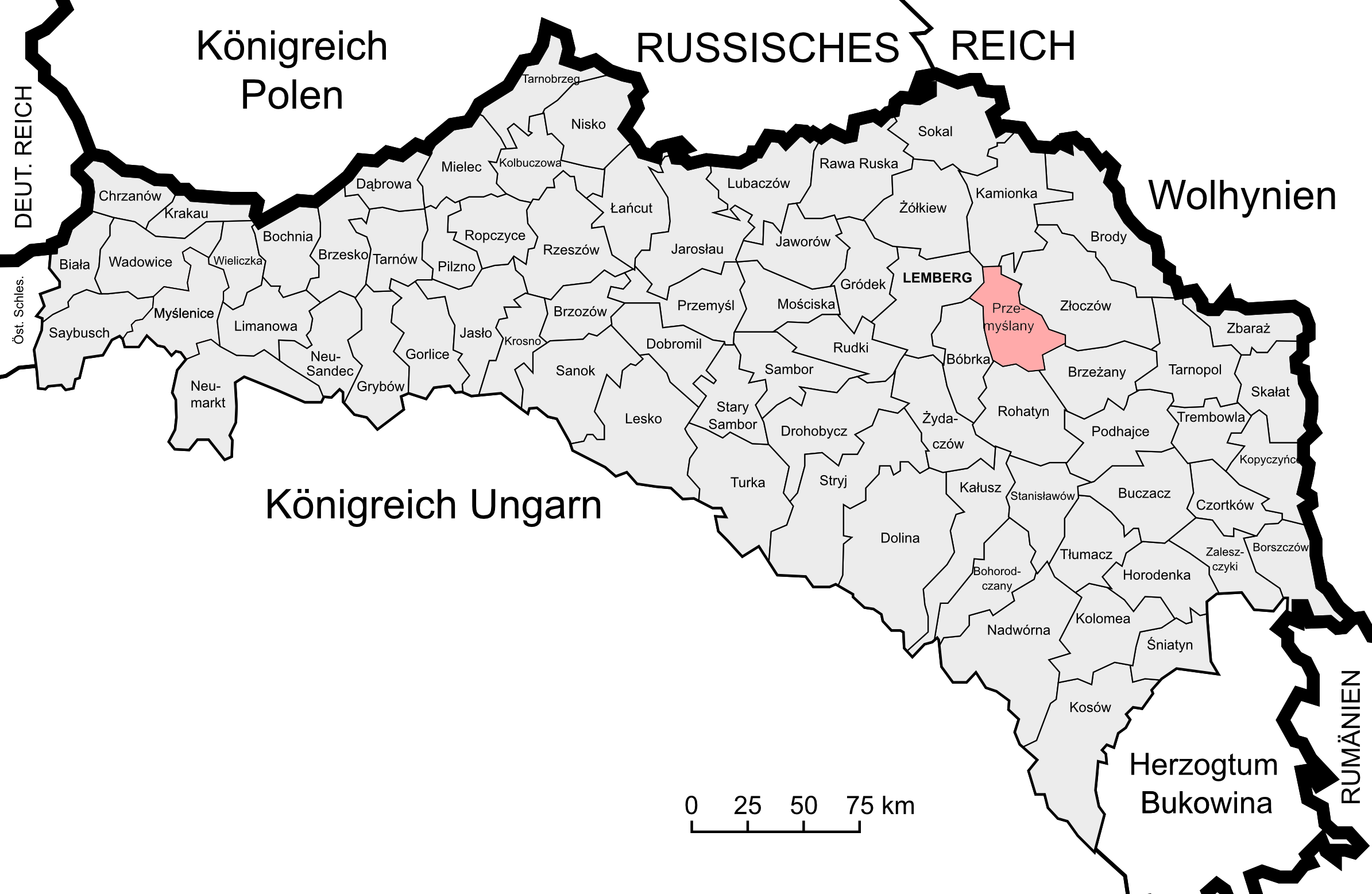
Lage des Bezirks Przemyślany im Kronland Galizien und Lodomerien

Der Bezirk Przemyślany war ein politischer Bezirk im Kronland Galizien und Lodomerien in Österreich-Ungarn. Sein Gebiet umfasste Teile Ostgaliziens in der heutigen Westukraine (Oblast Lwiw, Rajon Lwiw sowie Rajon Solotschiw). Sitz der Bezirkshauptmannschaft war der Markt Przemyślany. Im November 1918 war der Bezirk nach dem Zusammenbruch der Donaumonarchie am Ende des Ersten Weltkriegs kurzzeitig Teil der Westukrainischen Volksrepublik.
Er grenzte im Norden an den Bezirk Kamionka Strumiłowa, im Nordosten an den Bezirk Złoczów, im Osten an den Bezirk Zborów, im Südosten an den Bezirk Brzeżany, im Süden an den Bezirk Rohatyn, im Südwesten an den Bezirk Bóbrka sowie im Nordwesten an den Bezirk Lemberg.

## Geschichte
Nachdem die Kreisämter Ende Oktober 1865 abgeschafft wurden und deren Kompetenzen auf die Bezirksämter übergingen, schuf man nach dem Österreichisch-Ungarischen Ausgleich 1867 auch die Einteilung des Landes in zwei Verwaltungsgebiete ab. Zudem kam es im Zuge der Trennung der politischen von der judikativen Verwaltung zur Schaffung von getrennten Verwaltungs- und Justizbehörden. Während die gerichtliche Einteilung weitgehend unberührt blieb, fasste man Gemeinden mehrerer Gerichtsbezirke zu Verwaltungsbezirken zusammen.
Der neue politische Bezirk Przemyślany wurde aus folgenden Bezirken gebildet:
- Bezirk Przemyślany (mit 39 Gemeinden)
- Bezirk Gliniany (mit 28 Gemeinden)
- Teilen des Bezirks Bóbrka (Gemeinden Hlekowice Świrskie, Markt Świrz, Kopań)
- Teilen des Bezirks Rohatyn (Gemeinden Markt Firlejów und Kleszczowna)

Der Bezirk Przemyślany bestand bei der Volkszählung 1910 aus 69 Gemeinden sowie 68 Gutsgebieten und umfasste eine Fläche von 925 km². Hatte die Bevölkerung 1900 noch 77.238 Menschen umfasst, so lebten hier 1910 86.568 Menschen. Auf dem Gebiet lebten dabei mehrheitlich Menschen mit ruthenischer Umgangssprache (59 %) und griechisch-katholischem Glauben, Juden machten rund 11 % der Bevölkerung aus.

## Ortschaften
Auf dem Gebiet des Bezirks bestanden 1910 Bezirksgerichte in Gliniany und Przemyślany, diesen waren folgende Orte zugeordnet:
Gerichtsbezirk Gliniany:
- Alfredówka
- Markt Gliniany
- Hanaczów
- Hanaczówka
- Jaktorów
- Krzywice
- Kurowice
- Łahodów
- Laszki Królewskie
- Peczenia
- Podhajczyki
- Pohorylce
- Połonice
- Połtew
- Poluchów Wielki
- Przegnojów
- Rozworzany
- Słowita
- Sołowa
- Stanimirz
- Turkocin
- Unterwalden
- Wyżniany
- Zadwórze
- Zamoście
- Żeniów

Gerichtsbezirk Przemyślany:
- Baczów
- Biała
- Biłka
- Błotnia
- Borszów
- Brykoń
- Brzuchowice
- Chlebowice Świrskie
- Ciemierzyńce
- Czupernosów
- Dobrzanica
- Markt Dunajów
- Dusanów
- Janczyn
- Kimirz
- Kopań
- Korzelice
- Kosteniów
- Krosienko
- Ładańce
- Lipowce
- Łonie
- Majdan Lipowiecki
- Meryszczów
- Niedzieliska
- Nowosiółka
- Ostałowice
- Pleników
- Pletenice
- Pniatyn
- Podusilna
- Podusów
- Poluchów Mały
- Markt Przemyślany
- Markt Świrz
- Tuczna
- Uniów
- Uszkowice
- Wiśniowczyk
- Wojciechowice
- Wołków
- Wypyski
- Żędowice